# Radka Stašová
Radka Stašová (Košice, 14 maggio 1997) è una cestista slovacca.

## Carriera
Con la Slovacchia ha disputato due edizioni dei Campionati europei (2021, 2023).